# Irby upon Humber
Irby upon Humber är en ort och civil parish (benämnd Irby) i Storbritannien.   Den ligger i kommunen North East Lincolnshire och riksdelen England, i den sydöstra delen av landet, 220 km norr om huvudstaden London. Irby upon Humber ligger 57 meter över havet och antalet invånare är 124.
Terrängen runt Irby upon Humber är platt. Runt Irby upon Humber är det tätbefolkat, med 266 invånare per kvadratkilometer. Närmaste större samhälle är Grimsby, 9,0 km nordost om Irby upon Humber. Trakten runt Irby upon Humber består till största delen av jordbruksmark.